# Huracán Florence (2006)
El huracán Florence fue el primer huracán en producir vientos huracanados en la isla de Bermuda desde el Huracán Fabian en septiembre de 2003. Fue la séptima tormenta tropical y segundo huracán de la temporada de huracanes del Atlántico de 2006, Florence se desarrolló a partir de una onda tropical en el este del Océano Atlántico el 3 de septiembre. Debido a las condiciones desfavorables, el sistema no pudo organizarse inicialmente y, como resultado, la tormenta creció hasta alcanzar un tamaño inusualmente grande. Después de varios días, Florence encontró un área de menor cizalladura del viento y se intensificó hasta convertirse en huracán el 10 de septiembre. Pasó justo al oeste de las Bermudas mientras giraba hacia el noreste, y el 13 de septiembre se transformó en un ciclón extratropical.
Florence produjo ráfagas de viento de hasta 185 km/h (115 mph) en las Bermudas, lo que provocó varios cortes de energía y daños menores. Posteriormente trajo fuertes lluvias a Terranova como una tormenta extratropical, destruyendo una casa y causando daños menores a varias otras. No hubo víctimas mortales como resultado del huracán.

## Historia Meteorológica

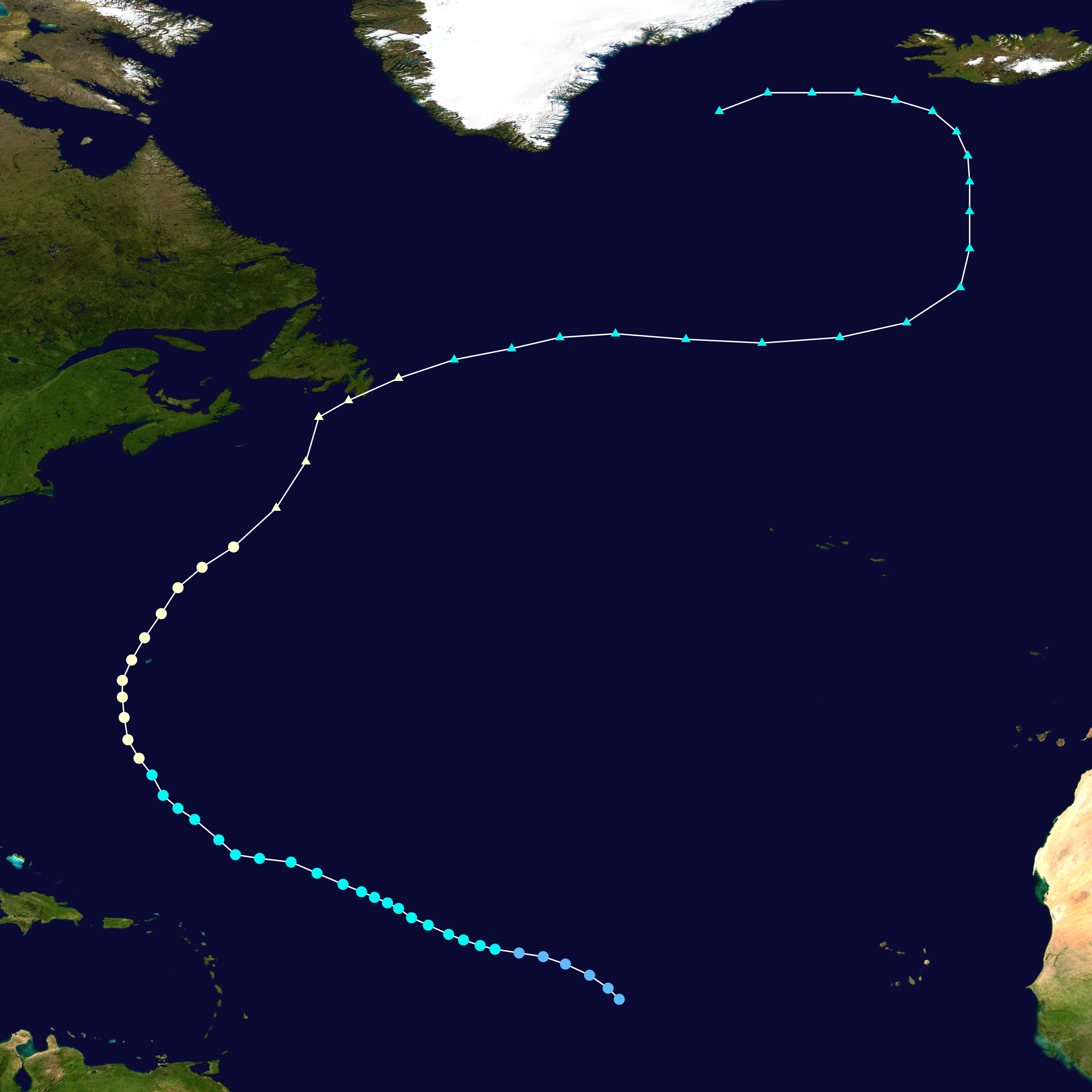
Trayectoria del huracán Florence, perteneciente a la temporada de huracanes del Atlántico de 2006, siguiendo los colores de la escala de huracanes de Saffir-Simpson.

Una ola tropical se movió frente a la costa de África el 29 de agosto. Avanzó lentamente hacia el oeste y mostró por primera vez signos de desarrollo dos días después. El 31 de agosto, una segunda onda tropical salió de la costa de África a mayor velocidad que su predecesora. Las dos olas interactuaron, y para el 2 de septiembre se combinaron para formar una gran área de clima perturbado a lo largo del este del Océano Atlántico. La convección aumentó dentro del sistema, y desarrolló un área concentrada de convección junto con un área de baja presión bien definida. A última hora del 3 de septiembre, el sistema mantuvo una amplia circulación cerrada y una suficiente organización convectiva para ser clasificado como la depresión tropical Seis mientras se encontraba a mitad de camino entre las Antillas Menores y África.
Al convertirse en ciclón tropical, la depresión mantuvo múltiples remolinos de nubes dentro de un centro común. La cizalladura del viento del suroeste y la falta de una circulación bien definida impidieron el fortalecimiento inicial. La depresión encontró aire seco y se desarrolló muy lentamente, los meteorólogos tuvieron una dificultad considerable para determinar un centro de circulación. Continuó su movimiento hacia el oeste-noroeste mientras se desplazaba alrededor de la periferia sur de una alta subtropical. Aunque la convección permaneció cerca de la periferia exterior del sistema, la organización general siguió aumentando constantemente, y se estima que la depresión se intensificó hasta convertirse en la tormenta tropical Florence el 5 de septiembre mientras se encontraba a unas 1800 km (1118 mi) al este-noreste de Anguila.

## Preparativos

Huracán Florence sobre las Bermudas el 11 de septiembre

El gobierno de Bermudas emitió una alerta de huracán para la isla el 8 de septiembre de 2011. que fue seguida por una advertencia de tormenta tropical el 9 de septiembre. Estos fueron reemplazados por una advertencia de huracán el 10 de septiembre, coincidiendo con el fortalecimiento de la tormenta a intensidad de huracán. El gobierno instó a los ciudadanos potencialmente afectados a prepararse para la tormenta, muchos de los cuales compraron suministros en las ferreterías locales. Los residentes instalaron contraventanas para tormentas, mientras que los dueños de botes trasladaron sus yates a lugares más seguros. Se preparó un refugio de emergencia en la isla. Antes de la llegada de la tormenta, los funcionarios cancelaron el servicio de autobús y ferry, y también cerraron todas las escuelas y oficinas gubernamentales el día del impacto. El Aeropuerto Internacional de las Bermudas también fue cerrado.